# Widukind von Waldeck
Widukind von Waldeck (zm. 18 listopada 1269) – 1265 do 1269 biskup Osnabrück. Był drugim synem hrabiego Adolfa I Waldeck-Schwalenberg (zm. 1270), założyciela hrabstwa Waldeck i jego pierwszej żony, Zofii (zm. 1254).
Jego starszy brat Henryk był już za życia ojca współrządcą hrabstwa, więc młodszy syn Widukind miał rozpocząć karierę kościelną. Od 1256 do 1260 roku był rektorem w Fritzlar. Następnie udał się do Osnabrück, gdzie 7 maja 1265 został wybrany na biskupa. Był pierwszym zasiadającym na tronie biskupem Osnabrück, który zobowiązał się do ochrony praw i zwyczajów diecezji.
Widukind wsparł wraz z ojcem i bratem Henryka I landgrafa Hesji, w jego zwycięskiej bitwie z biskupem Szymonen z Paderborn i opatem Henrykiem III von Corvey, których terytoria były większe od ówczesnej Hesji.

## Literatura
- Bernd-Ulrich Hergemöller: „Widukind von Waldeck-Schwalenberg (1265-1269),“ in Die Bischöfe des Heiligen Römischen Reiches 1198 bis 1448. Ein biographisches Lexikon (Hg. Erwin Gatz), Duncker & Humblot, Berlin, 2001, ISBN 3-428-10303-3 (S. 526f.)